# قسم كورك وناريتش الريفي (مقاطعة بم)
قسم كورك وناريتش الريفي (بالفارسية: دهستان کرک ونارتیج) هي منطقة سكنية تقع في إيران في كرمان. يقدر عدد سكانها بـ 9,216 نسمة .